# Fandroana
 (février 2021).
Si vous disposez d'ouvrages ou d'articles de référence ou si vous connaissez des sites web de qualité traitant du thème abordé ici, merci de compléter l'article en donnant les références utiles à sa vérifiabilité et en les liant à la section « Notes et références ».
Le Fandroana était la fête du Bain sacré, en usage autrefois chez les Merina du centre de Madagascar.
Les traditions en attribuent l'invention au roi Ralambo au XVIe siècle mais la comparaison avec les usages des peuples d'Asie du Sud-Est (Indonésie) apparentés aux Merina montre qu'il s'agit en réalité de la perpétuation de l'ancienne fête des eaux. Chez les Merina cependant, le Fandroana (qui signifie littéralement « bain ») dont la célébration durait près d'une semaine avait également englobé la fête du nouvel an. Il avait été longtemps célébré au début du mois d'Asaramanitra ou Alahamady, inaugurant l'année du calendrier lunaire. À partir de 1884 cependant, la célébration du Fandroana culmina le 22 novembre, à la fois jour d'anniversaire de la naissance et de l'accès au trône de la reine Ranavalona III. Le Fandroana faisait également alors office de fête nationale du Royaume merina.
Après l'abolition de la royauté en 1897, les autorités coloniales françaises le remplacèrent par la célébration du 14 juillet, célébrant en France la prise de la Bastille. Depuis cependant le milieu des années 1990, la célébration du Fandroana tend à revenir peu à peu par le biais des festivités de l'Alahamadibe.